# Bernhard Joseph Féaux

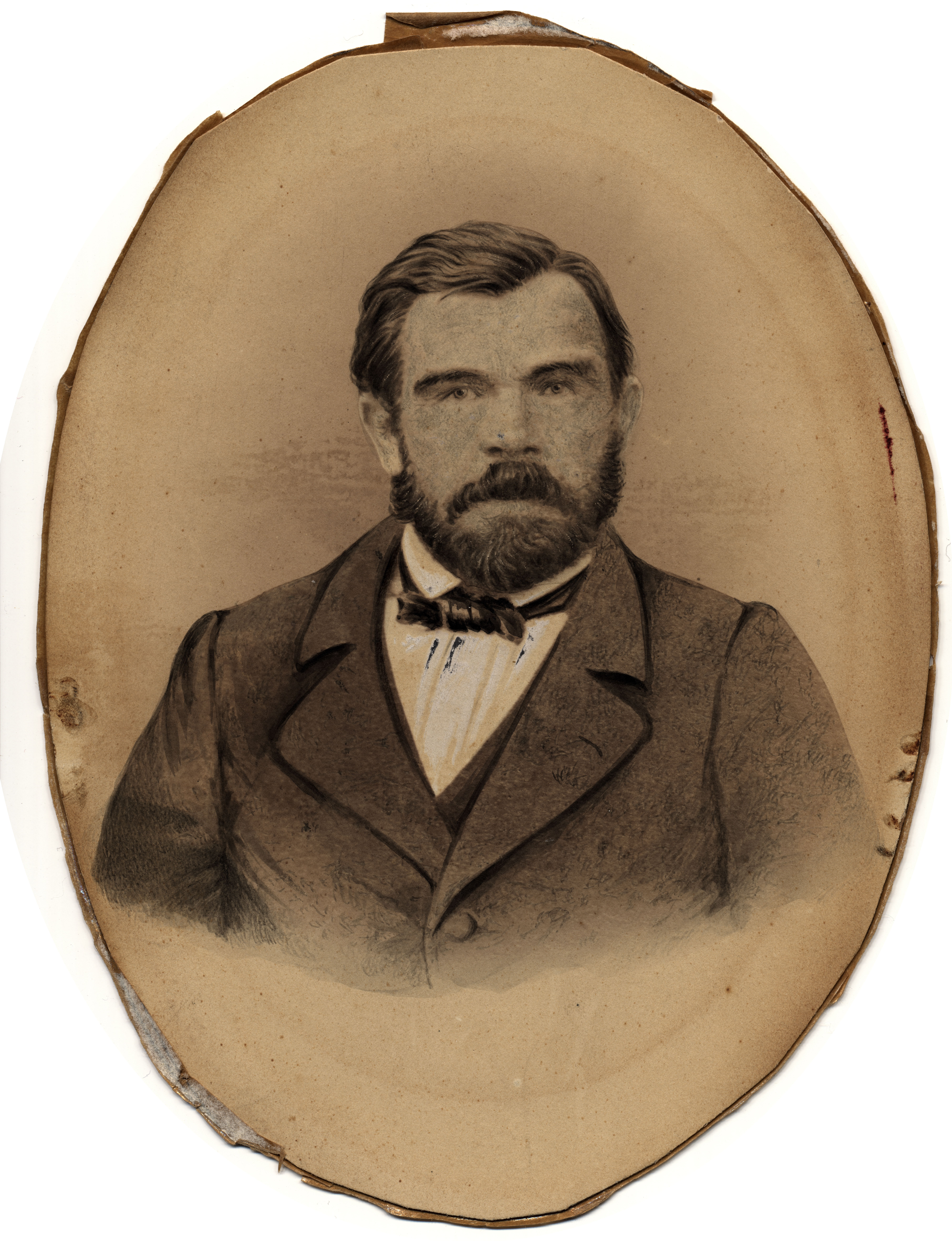
Bernhard Joseph Féaux

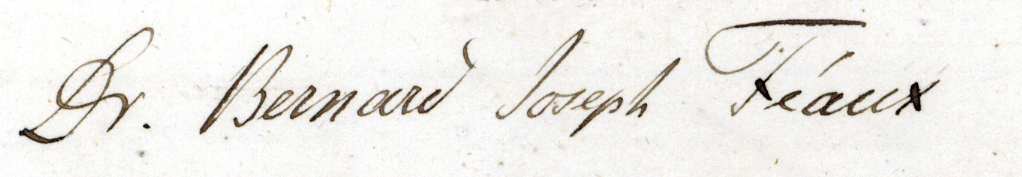
Signatur Dr. Bernhard Joseph Féaux

Bernhard Joseph Féaux (* 4. Februar 1821 in St. Mauritz bei Münster; † 21. September 1879 in Arnsberg) war Gymnasiallehrer und Autor vieler naturwissenschaftlicher Schulbücher, die in der zweiten Hälfte des 19. und zu Beginn des 20. Jahrhunderts in Deutschland und Österreich verbreitet waren.

## Leben
Bernhard Joseph Féaux wurde als Sohn von Henri Féaux de Lacroix (* 14. Februar 1780 in Sedan; † 25. März 1871 in Münster) und Gertrud Schmedding (* 6. August 1788 in Münster; † 20. Juni 1843 in Münster) geboren.
Er selber schreibt am 9. Januar 1877 über sich:

„Ich Bernhard Josef Féaux bin am 4.II.1821 zu St. Mauritz geboren, wo mein Vater damals die Gärtnerei betrieb, und bin in der dortigen Pfarrkirche ad St. Mauritium getauft worden. Paten waren der Medizinalrat und Reg. Rat Dr. Bernhard Bodde und die Rätin Ludorff, beide in Münster. Da meine Eltern mutmaßlich um das Jahr 1824 ihren Wohnsitz wieder nach Münster verlegten, wo sie auch vordem gewohnt hatten, so erhielt ich den Elementarunterricht in der Pfarrschule ad St Martinum, besuchte dann 4 Jahre die Paulinische Trivialschule und demnächst das Gymnasium Paulinum. Nachdem ich im August 1841 das Abiturientenexamen bestanden hatte hörte ich von Herbst 1841 bis Ostern 1842 die Mathem. Vorlesungen der dortigen Akademie, besuchte von Ostern 1842 bis Ostern 1843 die Universität zu Bonn und demnächst bis Herbst 1844 die Universität zu Berlin, bestand am 17.X.1844 vor der wissenschaftlichen Prüfungskommission in Münster das Examen pro facultate decendi, promovierte am 16.XI.1844 bei der dortigen Philophischen Fakultät, hielt von Herbst 1844 bis 1845 das gesetzliche Probejahr am Gymn. Paulinum zu Münster und blieb daselbst noch ein ferneres Jahr als Kandidat beschäftigt. Im Herbst 1846 folgte ich einer Berufung als Lehrer für das mathem. naturwissenschaftl. Fach an die Rheinische Ritterakademie zu Bedburg, wurde 1853 zum Oberlehrer befördert und im Herbst 1856 an das Gymn. zu Paderborn versetzt. In dieser Stellung bin ich geblieben bis zum Herbst 1866. Seitdem bin ich am hiesigen Gymn. Laurentianum (Arnsberg) tätig und habe 1869 das Patent als Professor erhalten.“

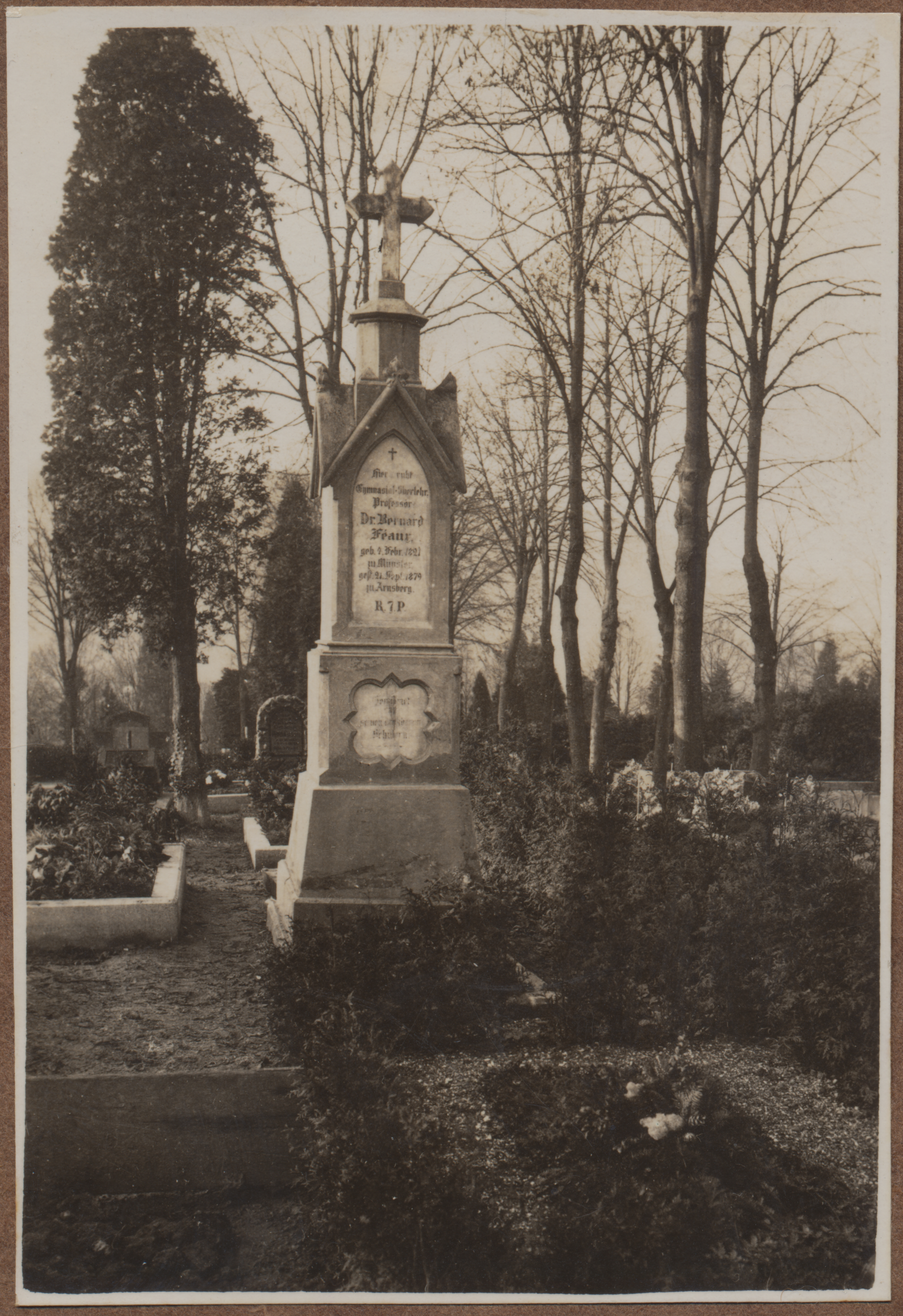
Denkmal Bernhard Féaux auf dem Eichholzfriedhof "gewidmet von seinen dankbaren Schülern"

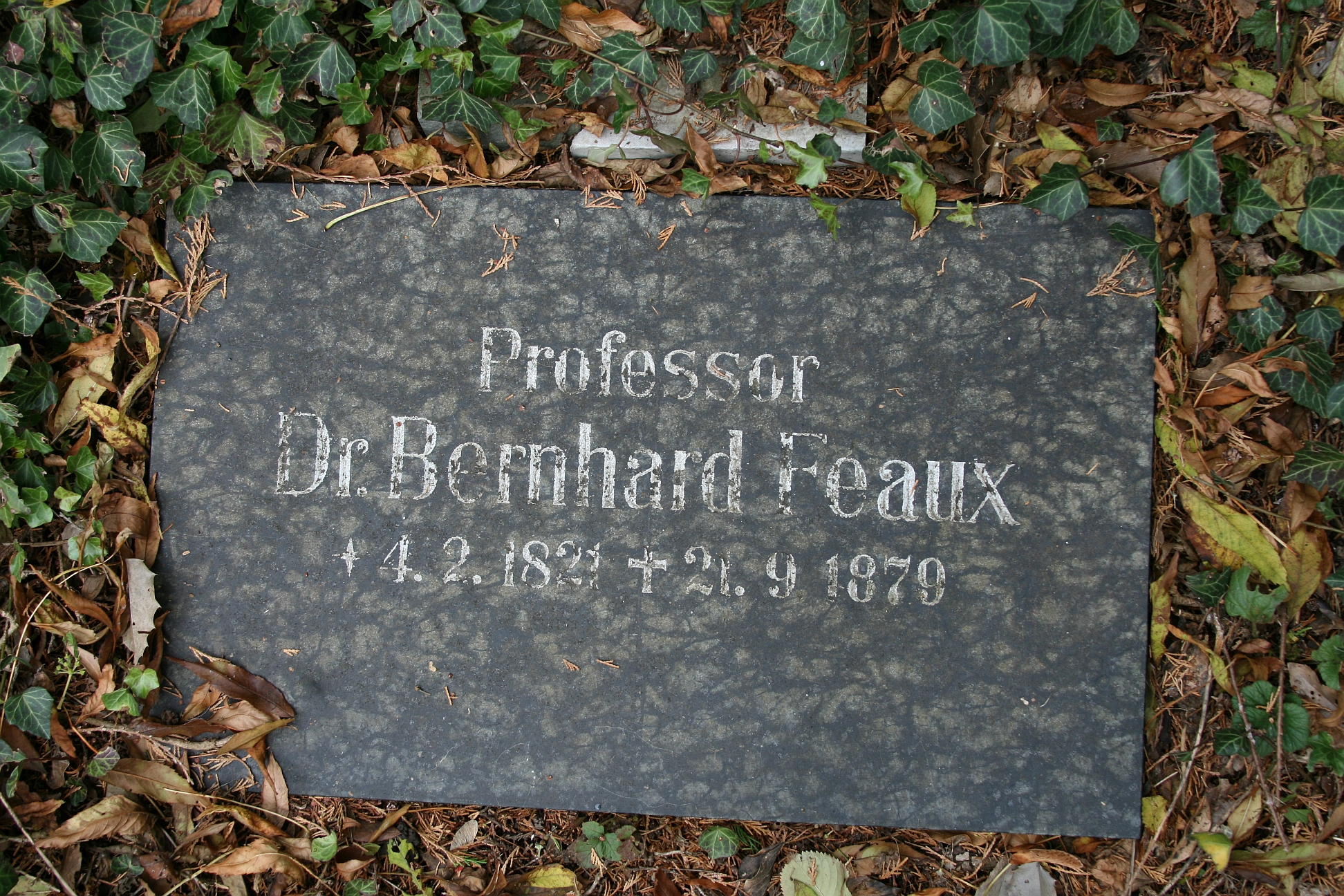
Grab von Bernhard Feaux

Bernhard Joseph Féaux verstarb am 21. September 1879 in Arnsberg und wurde auf dem dortigen Eichholzfriedhof begraben. Eines seiner Kinder ist der Arnsberger Heimatforscher Karl Féaux de Lacroix.
Das Arnsberger Lokalblatt schreibt am 25. September 1879:

„Unter ganz außerordentlicher allseitiger Anteilnahme wurde gestern Nachmittag die irdische Hülle des Herrn Prof. Dr. Féaux zur Ruhestätte gebracht. An der Spitze des Zuges gingen, vorauf die florumhüllte Fahne, die Schüler des Gymnasiums, ein Gesangchor, das Miserere singend, das Lehrerkollegium, mehrere Palmen und Kränze tragende Schüler, dann der prachtvoll geschmückte Sarg, die nächsten Leidtragenden, eine ungewöhnlich große Anzahl älterer Schüler, Freunde, Bekannte, die Spitzen der Behörden und viele Bürger. Der imposante Leichenzug zeigte die ungemein hohe Achtung, die der Verstorbene im Leben genoß und die auch nach seinem Tode fortdauern wird. Er ruhe in Frieden!“

## Wirken
Sein wissenschaftliches Werk erstreckt sich vor allem auf die Verfassung von Schulbüchern, die in zahlreichen Auflagen bis in die späten 1920er Jahre erschienen. Féaux beschrieb in seiner Dissertation De functione transcendente quae littera Γ() obsignatur: sive de integrali euleriano secundi speciei als erster die heute  als „Gudermann’sche“ bezeichnete Reihe.

## Werke
- 1844 Dissertation: De functione transcendente quae littera Γ() obsignatur: sive de integrali euleriano secundi speciei
- 1846 Theorie des ebenen Dreieckes
- 1848 Die hyperbolischen Functionen in den bestimmten Integralen (Programm der Rheinischen Ritter-Academie zu Bedburg; 1848)
- 1853 Die merkwuerdigen Punkte des Dreiecks und die durch sie bestimmten Linien
- 1857 Traité élémentaire de sphères inscrites ou circonscrites à trois plans donnés
- 1857 Die Berührungs-Kugeln dreier Ebenen
- 1857 Rechenbuch und geometrische Anschauungslehre, zunächst für die drei unteren Gymnasialklassen (5. Aufl. 1876 ULB Münster)
- 1857 Ebene Trigonometrie und elementare Stereometrie
- 1857 Lehrbuch der elementaren Planimetrie
- 1861 Vorschule der Physik zum Gebrauche an Gymnasien und Realschulen
  - 1861 Atlas der physikalischen Figuren zu der Vorschule der Physik
- 1862 Abhandlung über Dreiecks-Zeichnungen, Jahresbericht über das Gymnasium Theodorianum zu Paderborn
- 1863 Geometrisches Uebungsbuch enthaltend Aufgaben und Lehrsätze aus der Planimetrie, Trigonometrie und Stereometrie nebst einer Anleitung zur Lösung planimetrisches Aufgaben
- 1864 Math.-physikal. Vademecum
- 1867 Sammlung von Rechnungs-Aufgaben aus Arithmetik u. Algebra, Planimetrie, Trigonometrie u. Stereonomie mit Angabe der Resultate : Für höhere Unterrichts-Anstalten und den Privatgebrauch
- 1869 Rechen-Fibel für die unteren Klassen der Volksschulen
- 1869 Rechenbuch für die mittleren und oberen Klassen der Volksschulen
- 1870 Das alte und das neue Maass und Gewicht : Ein Hülfsbuch für Jedermann
- 1870 Die klimatischen Verhältnisse der Provinz Westfalen
- 1873 Ein Lehrsatz der Planimetrie
- 1873 Buchstabenrechnung und Algebra verbunden mit Aufgabensammlung
- 1875 Dr. Féaux' Rechenbuch für die mittleren und oberen Klassen der Volksschulen
- 1876 Recherches d Analyse
- 1876 Eine mathematische Abhandlung